# L’Ampolla
L’Ampolla ist eine katalanische Gemeinde.

## Geografie

### Lage
L'Ampolla liegt in der Provinz Tarragona im Nordosten Spaniens. Sie liegt in der Comarca Baix Ebre am nördlichen Ende des Ebrodeltas.

### Nachbargemeinden
Als Nachbargemeinden von L’Ampolla sind L’Aldea, Amposta, Camarles, Deltebre, Perelló, L’Ametlla de Mar und Sant Jaume d’Enveja zu nennen. Barcelona und Valencia sind keine zwei Autostunden von L'Ampolla entfernt.

## Geschichte
L’Ampolla war ursprünglich ein Teil der Gemeinde Perelló und wurde 1989, nach langen Querelen mit Perelló, selbständig. Früher ein kleines Fischerdorf, ist L'Ampolla heute eine sehr innovative Ortschaft. Einen gewaltigen Aufschwung bewirkte der Autobahnanschluss Ende 2001. Schon lange war aber L'Ampolla vor allem für Schweizer ein Geheimtipp für Sommerferien. Lange sanft abfallende Sandstrände machten den Ort besonders für Familien mit Kindern attraktiv. Viele Senioren haben sich die beschauliche Gegend für ihren Alterssitz ausgesucht. Im Jahr 2008 waren etwa die Hälfte der Einwohner Ausländer, davon der größte Teil Schweizer und neuerdings immer mehr Engländer und Russen.

## Persönlichkeiten
- Laia Ballesté (* 1999), spanisch-schweizerische Fussballspielerin